# Xylotrupes philippinensis
Xylotrupes philippinensis är en skalbaggsart som beskrevs av S. Endrödi 1957. Xylotrupes philippinensis ingår i släktet Xylotrupes och familjen Dynastidae.

## Underarter
Arten delas in i följande underarter:
- X. p. peregrinus
- X. p. boudanti